# Allium huntiae
Allium huntiae är en amaryllisväxtart som beskrevs av Hamilton Paul Traub. Allium huntiae ingår i släktet lökar, och familjen amaryllisväxter. Inga underarter finns listade i Catalogue of Life.